# Hermann Kawerau

Hermann Kawerau

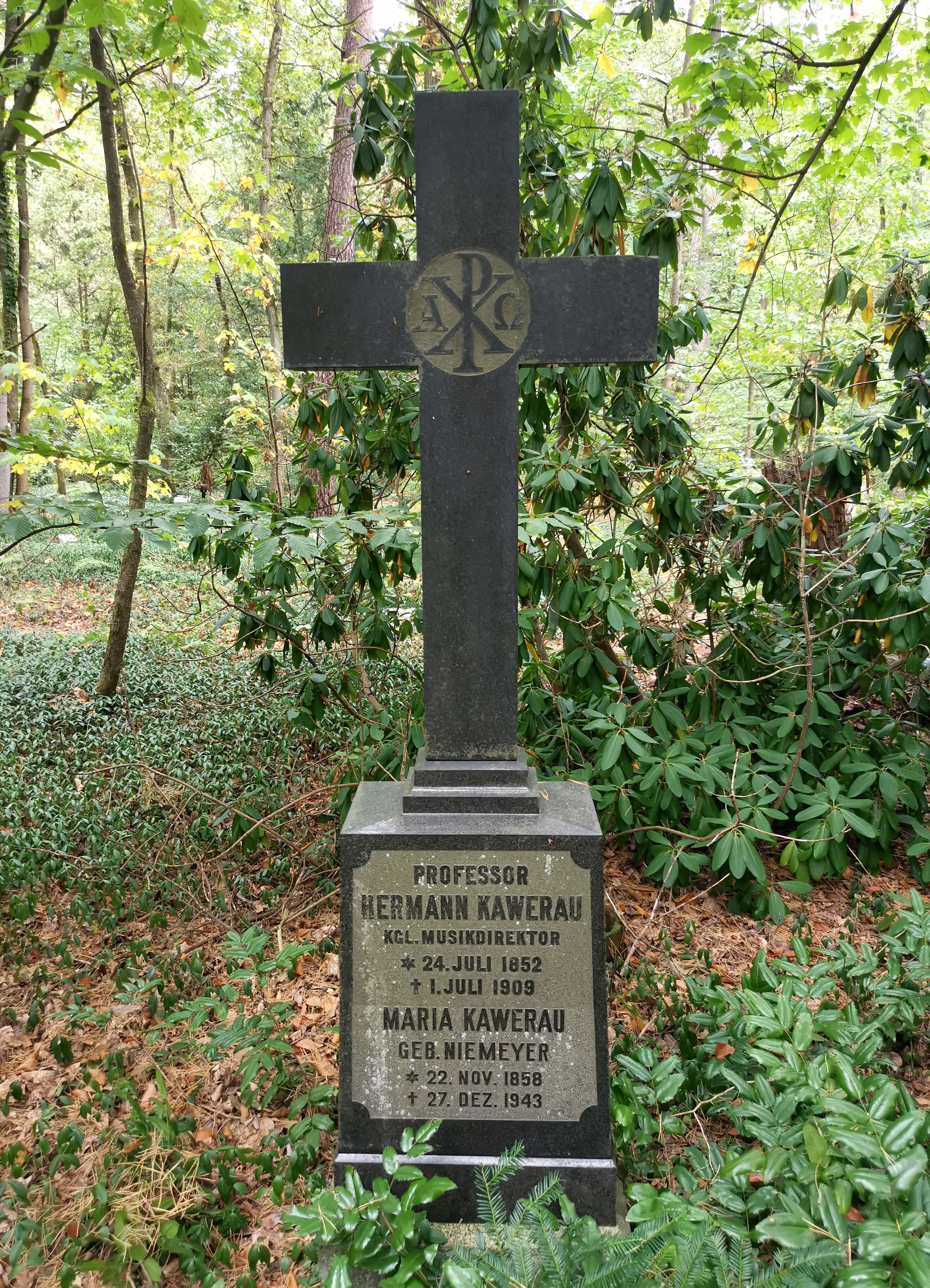
Grab auf dem Südwestkirchhof Stahnsdorf, Block Epiphanien

Paul Hermann Kawerau (* 24. Juli 1852 in Berlin; † 1. Juli 1909 in Thal in Thüringen) war ein deutscher Musiker und Musikpädagoge.

## Leben
Kawerau studierte zunächst Theologie in Berlin. Erst später erwählte er die Tonkunst zu seinem Lebensberuf. Nach seiner musikalischen Ausbildung wirkte er als Gesangslehrer am Königlichen Wilhelms-Gymnasium. Von 1879 bis 1901 war er als Nachfolger seines Vaters Martin Kawerau als Organist und Kantor an der St.-Matthäus-Kirche zu Berlin sowie als Domorganist tätig. Er wurde in seiner amtlichen Tätigkeit zum Professor und Königlichen Musikdirektor ernannt.
1871 wurde er Mitglied der Sing-Akademie zu Berlin und trat dort zwischen 1876 und 1887 als Tenorsolist in Erscheinung. 1891 wurde ihm die Stelle des Vizedirektors der Singakademie übertragen, die er bis 1909 innehatte. Seit 1877 Mitglied, 1897 Beimeister, von 1901 bis 1909 Meister der Zelterschen Liedertafel, verzichtete er 1900 auf Anraten Martin Blumners auf eine Kandidatur als Direktor der Singakademie und machte so den Weg frei für den Komponisten Georg Schumann und damit für einen Neuanfang bei der 1791 gegründeten Chorvereinigung.
Kawerau war mit Maria, geb. Niemeyer, verheiratet. Der Pädagoge und Schulreformer Siegfried Kawerau war sein Sohn.
Hermann Kawerau starb 1909 im Alter von 56 Jahren und wurde auf dem Alten St.-Matthäus-Kirchhof in Schöneberg bei Berlin beigesetzt. Im Zuge der von den Nationalsozialisten 1938/1939 durchgeführten Einebnungen auf dem Friedhof wurden Kaweraus sterbliche Überreste auf den Südwestkirchhof Stahnsdorf umgebettet, wo sein Grabmal erhalten geblieben ist.

## Werke
- Choral-Buch zu den Melodien für das Evangelische Gesangbuch der Provinz Brandenburg. Vierstimmig gesetzt von Hermann Kawerau, Organist und Kantor an der St. Matthäus-Kirche zu Berlin. Wiegandt & Grieben, Berlin, 1888. 112 S.
- Geistliche Volkslieder-Melodien zum Anhang des Evangelischen Gesangbuches für die Provinz Brandenburg. Vierstimmig gesetzt von Hermann Kawerau, Professor, Kgl. Musikdirektor, Domorganist. Eigentum der Verleger Edition Bote & G. Bock, Berlin
- Die Säcularfeier der Sing-Akademie zu Berlin. Als Nachtrag zu Martin Blumners Geschichte der Sing-Akademie, im Auftrag der Vorsteherschaft. Horn & Raasch, Berlin 1891, 63 S. Digitalisiert von der Zentral- und Landesbibliothek Berlin, 2020. URN urn:nbn:de:kobv:109-1-15419897